# 瑪麗亞·卡洛麗娜 (兩西西里公主)
瑪麗亞·卡洛麗娜（義大利語：Maria Carolina，1822年4月26日—1869年12月6日），是兩西西里王國公主。她的父亲利奥波德是两西西里国王费迪南多一世的儿子，母亲是克莱曼丁娜是神圣罗马皇帝弗朗茨二世的女兒。
1844年，瑪麗亞·卡洛麗娜和法国国王路易-菲利普一世的儿子歐馬勒公爵亨利结婚。她育有七名孩子，但只有两个孩子活到成年。
1848年，法国爆发革命并推翻了路易-菲利普。她一家和其他王室成員自此流亡到英格兰并得到维多利亚女王的款待。